# Happy Working Song
"Happy Working Song" es una canción escrita por el compositor Alan Menken y el letrista Stephen Schwartz para la película musical de Walt Disney Pictures Enchanted. Es interpretada por la actriz estadounidense Amy Adams en su personaje protagonista de Giselle. La canción pop parodia y hace homenaje a muchas canciones de caricaturas de Disney, en especial "Whistle While You Work" de Snow White and the Seven Dwarfs. Producida por Menken, Schwartz y Danny Troob, la canción figura en la banda sonora de la película Enchanted: Original Soundtrack.
"Happy Working Song" es interpretada en el apartamento desordenado de Robert, en Manhattan, Nueva York, en el cual Giselle pasa la primera noche en la ciudad después de haber sido mágicamente transportada desde Andalasia. La mañana siguiente, Giselle se despierta y ve que el apartamento está muy desordenado y sucio, por lo que decide limpiarlo, invocando a diversos animales para ayudarla. Además, el número musical hace referencia a diversas escenas de las películas Snow White and the Seven Dwarfs y Cinderella. Basaeda en la música propia de la década de 1950, el puente de "Happy Working Song" es una referencia delibreada a la canción "Belle" de Beauty and the Beast.
Musicalmente, "Happy Working Song" comparte similitudes con la canción "Heigh-Ho" de Snow White and the Seven Dwarfs, "The Work Song" de Cinderella y "Something There" de Beauty and the Beast. La canción obtuvo críticas generalmente positivas, tanto la canción como la película obtuvo críticas alabando su humor, letra acertada, alusiones a anteriores películas y canciones de Disney, así como la interpretación de Adams. "Happy Working Song" fue nominada para el Óscar a la mejor canción original en los 80° Premios Óscar en 2008, al igual que "That's How You Know" y "So Close", convirtiendo a la película una de 4 en nominar 4 canciones. Finalmente, perdió por "Falling Slowly" de Once, mientras que la Academy of Motion Picture Arts and Sciences decidió limitar el total de nominaciones a Mejor canción original a sólo dos por película.
- Datos: Q5653169